# Dialoghi dei morti
I Dialoghi dei morti (in greco antico: Νεκρικοί διάλογοι?) sono un'opera di Luciano di Samosata, contenente trenta brevi dialoghi con protagonisti dèi ed eroi mitici, così come personaggi storici.
Questa raccolta fa parte della quadrilogia dei Dialoghi (assieme a quelli degli dèi, marini e delle cortigiane).

## Struttura, temi e stile
Tutti i dialoghi sono ambientati nell'Ade, il regno dei morti. Figure ricorrenti sono così le divinità infere (in primis Ade ossia Plutone, ma anche Ermes nella sua qualità di psicopompo, Caronte, Cerbero e così via), con cui si confrontano gli spiriti dei trapassati, più o meno illustri: si va da figure del mito a personaggi storici.
Tra questi ultimi assumono rilievo particolare due filosofi cinici, Diogene di Sinope (412-323 a.C.) e Menippo di Gadara (310-255 a.C.). Molto probabilmente i due rappresentano l'atteggiamento che Luciano stesso riteneva preferibile nei confronti della morte: i due cinici, infatti, sono gli unici a mantenere un distacco ironico, o meglio sarcastico, mentre gli altri defunti non si rassegnano alla nuova condizione.
I "dialoghi" di Luciano si contraddistinguono per la loro scioltezza e capacità di coinvolgere il lettore, catapultandolo in universo totalmente diverso dal mondo religioso e dai miti che fino a quel momento si conoscevano. Lo stile adottato da Luciano è particolarmente semplice e diretto, capace di suscitare risa e stupore di fronte alle narrazioni dei personaggi, ma vi sono anche momenti seri e di riflessione, che non tralasciano tutto sommato nella storia i motivi delle cause e degli avvenimenti dei protagonisti.

### Ordine dei dialoghi
Il corpus delle opere di Luciano di Samosata ci è giunto in manoscritti appartenenti a due recensioni fondamentali, indicate dagli studiosi come β e γ. Le due famiglie dispongono i dialoghi in modo diverso tra loro, secondo il seguente prospetto:
| N. | N. | Dialogo                                  |
| -- | -- | ---------------------------------------- |
| 1  | 1  | Diogene e Polluce                        |
| 2  | 22 | Caronte e Menippo                        |
| 3  | 2  | Plutone, Menippo e alcuni morti          |
| 4  | 21 | Menippo e Cerbero                        |
| 5  | 18 | Menippo ed Ermes                         |
| 6  | 20 | Menippo ed Eaco                          |
| 7  | 17 | Menippo e Tantalo                        |
| 8  | 26 | Menippo e Chirone                        |
| 9  | 28 | Menippo e Tiresia                        |
| 10 | 3  | Menippo e Trofonio                       |
| 11 | 16 | Diogene ed Eracle                        |
| 12 | 14 | Filippo e Alessandro                     |
| 13 | 13 | Diogene e Alessandro                     |
| 14 | 4  | Ermes e Caronte                          |
| 15 | 5  | Plutone ed Ermes                         |
| 16 | 6  | Terpsione e Plutone                      |
| 17 | 7  | Zenofante e Callidemide                  |
| 18 | 8  | Cnemone e Damnippo                       |
| 19 | 9  | Similo e Polistrato                      |
| 20 | 10 | Caronte, Ermes e altri morti             |
| 21 | 11 | Cratete e Diogene                        |
| 22 | 27 | Diogene, Antistene e Cratete             |
| 23 | 29 | Aiace e Agamennone                       |
| 24 | 30 | Minosse e Sostrato                       |
| 25 | 12 | Alessandro, Annibale, Minosse e Scipione |
| 26 | 15 | Achille e Antiloco                       |
| 27 | 19 | Eaco e Protesilao                        |
| 28 | 23 | Plutone e Protesilao                     |
| 29 | 24 | Diogene e Mausolo                        |
| 30 | 25 | Nireo, Tersite e Menippo                 |

L'articolo segue l'ordine della recensione γ.

## I dialogo: Diogene e Polluce
Il I dialogo ha un valore programmatico: Diogene prega Polluce, semidio che fa la spola tra l'Ade e la terra, di riferire le sue parole ai vivi. In primo luogo Diogene invita Menippo a raggiungerlo presto agli inferi, ove potranno deridere assieme le anime dei ricchi e potenti che non si rassegnano ad aver perso tutto. Altre parole di scherno di Diogene sono appunto per i filosofi, i ricchi e gli aitanti, tutti destinati a perdere ogni bene terreno nell'Ade, il quale solo ai poveri apparirà preferibile alla loro condizione precedente.
A questo punto Diogene prega Polluce, che in vita fu spartano, di rimproverare anche i suoi ex concittadini per aver perso le antiche virtù, ma Polluce rifiuta di fare ciò, mentre riferirà tutti gli altri messaggi.

## II dialogo: Caronte e Menippo
Menippo è appena giunto agli inferi ed è stato traghettato dal nocchiero Caronte. Quest'ultimo reclama il compenso per aver trasbordato Menippo, ma il filosofo cinico ribadisce di non avere neanche un obolo da dargli.
A nulla valgono le vivaci rimostranze del barcaiolo, che cerca di convincere anche Ermes, quindi Menippo semplicemente si allontana senza aver pagato.

## III dialogo: Plutone, Menippo e alcuni morti
Alcuni morti si lamentano di Menippo con Plutone: si tratta di Mida di Frigia, Sardanapalo d'Assiria e Creso di Lidia. I tre hanno da lagnarsi di Menippo in quanto il filosofo cinico non fa altro che irriderli per il loro lamentare di aver perso tutti i beni e i piaceri di cui godevano in vita, quando furono potenti sovrani.
Plutone chiede a Menippo il motivo per cui faccia così, e il cinico ribadisce con forza il suo profondo disprezzo per i tre, motivo per cui continuerà a canzonarne i lamenti intonando il motto "conosci te stesso".

## IV dialogo: Menippo e Cerbero
Menippo ha un colloquio con Cerbero, il cane a tre teste guardiano dell'oltretomba (che chiama scherzosamente congiunto, in quanto egli è filosofo cinico, ovvero "canino").
Menippo è curioso di sapere quale fu la condotta tenuta dal famoso Socrate quando morì e scese all'Ade, e se davvero non ebbe timore della morte. Cerbero risponde che all'inizio mantenne un contegno altero, per non mostrare di avere paura, ma non appena si affacciò nella voragine d'oltretomba iniziò a tergiversare, prima di essere abbrancato da Cerbero. Il molosso conclude affermando che solo Menippo, e prima di lui Diogene, sono scesi all'Ade disprezzando davvero la morte.

## V dialogo: Menippo ed Ermes
In quanto appena arrivato, Menippo chiede ad Ermes di fargli da guida. Il dio-psicopompo non ha molto tempo, quindi si limita ad indicargli con un cenno ove si trovano i morti che furono di bell'aspetto: Giacinto, Narciso, Nireo, Achille, Tiro, Leda.
Menippo osserva che quelli non sono che scheletri, compresa la famosa Elena causa della guerra di Troia. Ermes ribatte che non si può paragonare la bellezza di Elena viva alla sua condizione nell'oltretomba, ma appunto il filosofo evidenzia la follia di greci e troiani, che combatterono e soffrirono per qualcosa di tanto caduco quanto la bellezza di un essere umano.
Ermes risponde di non aver tempo per filosofare con Menippo, quindi lo invita a trovarsi un angolo in cui sistemarsi mentre lui andrà a condurre altri morti.

## VI dialogo: Menippo ed Eaco
Menippo chiede a Eaco, uno dei giudici infernali, di mostrargli i defunti più celebri e insigni. Eaco accetta.
Dapprima addita gli eroi omerici, Agamennone, Achille, Idomeneo, Odisseo, uno dei due Aiaci, Diomede, ridotti a scheletri come tutti. Seguono alcuni sovrani: Mida, Sardanapalo e Creso con in più i gran re di Persia Ciro e Serse: Menippo si accanisce su quest'ultimo e Sardanapalo. Eaco si offre quindi di mostrare a Menippo i filosofi: Pitagora, i sette savi, Empedocle. Menippo chiede infine dove sia Socrate, ed Eaco risponde che di solito se ne sta a chiacchierare con i saggi eroi Nestore e Palamede.
Il cinico individua Socrate e ha un colloquio con lui: alla fine Socrate lo invita a trattenersi ulteriormente, ma Menippo se ne torna a tormentare Creso e Sardanapalo.

## VII dialogo: Menippo e Tantalo
Menippo colloquia con Tantalo, noto per il celebre supplizio eterno cui era stato condannato dagli dèi per la sua tracotanza: egli avrebbe dovuto patire eternamente la fame e la sete senza speranza di poter mai estinguerle. Tuttavia Menippo osserva come sia assurdo che l'ombra di un defunto possa provare sensazioni quali la fame e la sete, cui Tantalo risponde che appunto in questo consiste la punizione divina.

## VIII dialogo: Menippo e Chirone
Menippo colloquia con il centauro Chirone, che in vita ebbe fama di saggio.
In quanto figlio di Crono, a differenza degli altri centauri, Chirone era di per sé immortale e fu lui a scegliere di morire; Menippo pertanto gli chiede il motivo della sua scelta. Il centauro ribatte che l'essere in vita gli era venuto a noia per la monotonia di una condizione sempre uguale, e di aver preferito morire per desiderio di sperimentare la novità. Ma a questo punto Menippo ha gioco facile nel far notare a Chirone come quanto appena affermato possa farlo cadere in contraddizione, in quanto parimenti dovrebbe venirgli a noia anche l'essere defunto nell'Ade. Conclude quindi che ognuno deve accontentarsi di ciò che gli capita.

## IX dialogo: Menippo e Tiresia
Menippo colloquia con l'indovino Tiresia.
Il cinico è incuriosito in quanto, come si legge nei poeti, in vita l'indovino fu sia uomo sia donna, e gli chiede quale fra queste due esistenze fosse preferibile. Tiresia risponde giudicando migliore la vita delle donne perché priva di preoccupazioni; il cinico continua però la sua indagine, volendo sapere se Tiresia abbia mai partorito. Senza scomporsi, l'indovino spiega pazientemente di esser stato in grado di concepire, ma di non aver avuto figli; di fronte alle sempre crescente incredulità dell'altro, Tiresia si limita ad affermare sussiegosamente che Menippo non sa nulla delle sue vicende. Il cinico conclude dichiarando che tutti gli indovini sono mentitori.

## X dialogo: Menippo e Trofonio
Menippo se la prende con Anfiloco e Trofonio: infatti ora vede che i due eroi sono del tutto mortali, mentre sulla terra sono stati creduti divinizzati dopo la morte tanto da dare origine ad oracoli.
Trofonio ribatte che la responsabilità dell'equivoco non è certo loro, quanto delle errate opinioni degli uomini, e che un eroe è un semidio. Menippo gli chiede allora dove sia la sua metà divina, al che Trofonio risponde che essa sta rendendo oracoli a Lebadea, suscitando l'ironica incredulità del cinico.

## XI dialogo: Diogene ed Eracle
Diogene è incredulo nel vedere nell'Ade il grande Eracle, figlio di Zeus: infatti lo credeva non un uomo mortale, bensì dopo la morte asceso come dio all'Olimpo.
Eracle ribatte che bene faceva Diogene a crederlo un dio: infatti lui non è che l'ombra di Eracle, ovvero la sua componente umana, mentre la parte divina risiede effettivamente sull'Olimpo. Ma a questo punto Diogene si fa beffe dell'ombra dell'eroe con un sillogismo: se la parte divina è ascesa all'Olimpo, mentre l'ombra è agli inferi, il corpo mortale dell'eroe sarà comunque stato arso sul Monte Eta: quindi gli Ercoli sono non due, ma addirittura tre.
A questo punto l'ombra spazientita chiede al filosofo chi mai sia, ed egli risponde di essere Diogene di Sinope, che se la ride di Omero.

## XII dialogo: Filippo e Alessandro
Filippo II di Macedonia colloquia con suo figlio Alessandro Magno.
Filippo rampogna il figlio per la sua pretesa di essere stato acclamato come dio in vita (in particolare dall'oracolo di Amon); Alessandro risponde che era conscio di non essere un dio, ma di essersi soltanto servito di tali vaticini a fini di propaganda. Filippo non è persuaso e sminuisce le vittorie di Alessandro perché conseguite sui popoli orientali, da lui ritenuti non sufficientemente bellicosi; a ciò Alessandro ha facile gioco nel ribattere come le vittorie del padre furono riportate anche con sotterfugi, seminando la discordia tra i vari Stati greci per poi sottometterli. Il vecchio re, comunque, continua a riprendere il figlio per varie azioni che a lui paiono riprovevoli: l'adozione di costumi persiani e in particolare della proskýnesis, le nozze con Rossane, l'eccessiva passione per Efestione; loda un solo atto di Alessandro, ovvero che egli non usò violenza alla moglie di Dario e ne protesse anche la madre e le figlie.
Alessandro riprende a magnificare le sue imprese, ma Filippo conclude invitando il figlio a deporre il suo orgoglio e ad accettare una volta per tutte di non essere un dio ma semplicemente un essere umano, ora morto.

## XIII dialogo: Diogene e Alessandro
Diogene colloquia con Alessandro Magno, poco dopo la morte di questi a Babilonia. Dapprima Diogene gli chiede se sia morto davvero, lui che tutti credevano un dio, e Alessandro risponde di essere stato semplicemente un essere umano. Il cinico quindi si informa sui successori e sulla futura sepoltura del macedone.
Il cinico chiede poi al sovrano se abbia rimpianto di aver lasciato sulla terra tutto il suo apparato e gloria regale; vedendolo piangere al ricordo, stupito gli chiede se non avesse piuttosto appreso dal suo maestro Aristotele a disprezzare i beni materiali, al che il macedone risponde come in realtà il filosofo fosse grandemente amante del denaro e dei beni materiali; di più, Alessandro dichiara addirittura che se anche lui prova tali sentimenti lo deve proprio agli insegnamenti di Aristotele.
Diogene consiglia quindi ad Alessandro un rimedio ai suoi crucci, ovvero abbeverarsi all'acqua del Lete, il fiume che garantisce l'oblio; poiché inoltre si stanno avvicinando minacciosi Clito, Callistene e gli altri che Alessandro condannò a morte, lo invita anche ad allontanarsi per non esserne malmenato.

## XIV dialogo: Ermes e Caronte
Ermes chiede a Caronte di saldargli le spese per il materiale nautico che ha procurato al nocchiero infernale.
Caronte si limita a segnare a malincuore il debito, spiegando al dio psicopompo di non poter restituirgli agevolmente il denaro: infatti gli affari infernali vanno male, dal momento che in terra c'è la pace e non si muore più come un tempo.
Ermes annuisce e riflette come anche i trapassati che arrivano non siano più i gloriosi defunti di un tempo, guerrieri caduti in battaglia, ma defunti per venefici o per stravizi, molto spesso per questioni di denaro.

## XV dialogo: Plutone ed Ermes
Plutone chiede a Ermes di risparmiare Eucrate di Sicione, anziano ricchissimo e senza figli, e portargli piuttosto le anime dei sette giovani cacciatori di eredità che tampinano il vecchio.
Il motivo che Plutone adduce per la nuova prassi - che, come Ermes gli fa notare, è un capovolgimento dell'ordine naturale - risiede in motivazioni di ordine etico, dal momento che il comportamento dei cacciatori di eredità è degno di punizione.

## XVI dialogo: Terpsione e Plutone
Giunge all'Ade Terpsione, che si lamenta con Plutone: egli è morto, infatti, a soli trent'anni di età, mentre il vecchio Tucrito è ancora in vita. Plutone risponde che ciò è giusto, dato che Terpsione era un cacciatore di eredità che non faceva altro che desiderare il male di Tucrito, perdipiù dissimulando le sue vere intenzioni; ma il giovane oppone a queste rimostranze una semplice osservazione sull'ordine biologico delle cose e su come i vecchi dovrebbero premorire ai giovani.
Plutone invita quindi Terpsione a ragionare su quanto il comportamento dei cacciatori di eredità sia non solo immorale, ma anche assurdo, dal momento che non hanno la minima garanzia che in cambio delle loro adulazioni e sotterfugi ricevano quanto sperato. Persuaso dal ragionamento, e rassegnato alla sua condizione, il giovane accetta che il vecchio Tucrito viva ancora, ma prega Plutone di condurre all'Ade anche Cariade. Il dio risponde che verranno lui e anche Fedone e Melanto, tutti cacciatori dell'eredità di Tucrito. 

## XVII dialogo: Zenofante e Callidemide
Si trovano a colloquio Zenofante e Callidemide, che in vita si conobbero: il primo ricorda al secondo la sua morte (parassito, gli andò un boccone di traverso), quindi chiede come invece sia morto lui. Callidemide risponde: come Zenofante sa, in vita era alla caccia dell'eredità del vecchio Ptiodoro, ricco e senza figli. Poiché però il vecchio tardava a morire, Callidemide si procurò del veleno e chiese a un servetto di Ptiodoro di servirglielo quando i due avrebbero brindato assieme. Per un improvvido errore del coppiere, però, i due calici furono scambiati e Callidemide bevve proprio il vino avvelenato, morendo sul colpo.

## XVIII dialogo: Cnemone e Damnippo
Cnemone, appena giunto all'Ade, è incredulo; Damnippo gli chiede da cosa derivi il suo stupore di essere morto. Il primo spiega la sua singolare vicenda: egli cercava di carpire l'eredità ad Ermolao, vecchio riccone privo di eredi. Non sortendo effetti, pensò di fare testamento lasciando all'anziano tutti i suoi beni, sperando che anch'egli facesse lo stesso; subito dopo, però, morì per il crollo del tetto domestico. Damnippo si limita a deridere Cnemone.

## XIX dialogo: Similo e Polistrato
Similo accoglie all'Ade il suo conoscente Polistrato, che vi è appena giunto; egli invece è morto da più di trent'anni, e chiede a Polistrato come se la sia passata nella vecchiaia. Questi risponde di essersela spassata, essendosi goduto appieno le sue sostanze: in quanto anziano e privo di eredi, infatti, moltissimi erano i cacciatori di eredità disposti ad adularlo, offrendogli le più squisite raffinatezze, oltre che attenzioni (anche sessuali). Similo chiede dunque se Polistrato chi fu il suo erede, ed egli risponde di aver lasciato tutto a un suo schiavo frigio di circa vent'anni: per quanto barbaro e mascalzone, il vecchio lo ritiene un erede preferibile agli altri e Polistrato se la ride al pensiero dei cacciatori di eredità che hanno iniziato ad adulare il nuovo detentore del patrimonio come fecero con lui. Similo approva: l'importante è che la ricchezza di Polistrato non sia andata ai ruffiani.

## XX dialogo: Caronte, Ermes e altri morti
Si ritorna al momento in cui Menippo è appena giunto all'Ade, in attesa di essere traghettato da Caronte insieme ad altri morti. Il nocchiero infernale ricorda che la sua barca non può sostenere un grande peso, quindi prega Ermes di invitare i defunti a deporre tutti i loro "bagagli" (ossia i beni fisici o terreni) prima di consentire l'imbarco.
Il primo a presentarsi è proprio Menippo, giunto solo con una bisaccia e un mantello, che butta subito via; Ermes per ciò lo loda e gli assegna il primo posto sull'imbarcazione. Le cose non vanno così per gli altri e, per imbarcarsi, ognuno di essi deve privarsi di qualcosa: il bel Carmoleo di Megara della sua avvenenza; Lampico tiranno di Gela della sua ricchezza, superbia e crudeltà; Damasia l'atleta dei suoi muscoli e delle vittorie sportive; Cratone delle sue ricchezze, vizi e onorificenze; un capitano delle armi e dei trofei di guerra. Sopraggiunge un filosofo, che riceve un trattamento particolarmente gustoso cui collaborano Ermes, Caronte e Menippo: il sofista viene invitato a deporre dapprima il mantello, sotto il quale si celano vizi ripugnanti; viene quindi tosato della lunga barba incolta e delle sopracciglia aggrottate. Imbarcato anche un retore, l'imbarcazione può finalmente partire.
Mentre tutti gli altri defunti piangono la loro sorte, Menippo è l'unico a restare impassibile; egli è anche l'unico a non essere pianto da nessuno sulla terra, ma parimenti non se ne cura. Finita la traversata, le ombre scendono incontro al giudizio ultraterreno.

## XXI dialogo: Cratete e Diogene
Diogene colloquia con l'altro cinico Cratete di Tebe, che in vita fu suo allievo.
Cratete ricorda al maestro una curiosa vicenda: due ricchi di Corinto, Mirico e Aristea, avevano deciso di nominarsi a vicenda eredi l'uno del patrimonio dell'altro; gli indovini si diedero quindi un gran da fare per vaticinare chi sarebbe morto per primo. Per un beffardo scherzo del destino, però, i due perirono assieme dal momento che la nave su cui viaggiavano assieme da Sicione a Cirra fece naufragio, e le rispettive eredità andarono ad altri due parenti.
Diogene esclama che tale sorte fu meritata, considerando come molti uomini siano del tutto corrotti dalla brama di denaro; egli non augurò certo la morte al suo maestro Antistene, né Cratete fece altrettanto con lui stesso; l'allievo conferma, anzi afferma di aver ricevuto da Diogene un'eredità ben più preziosa dei beni materiali, ovvero il suo insegnamento.

## XXII dialogo: Diogene, Antistene e Cratete
Diogene invita Cratete e Antistene a recarsi presso l'entrata dell'Ade, così da assistere all'arrivo di quelli appena defunti. 
Lungo il cammino Cratete ricorda i defunti con cui compì la traghettata appena morto e Diogene fa altrettanto, mentre Antistene si limita a raccontare di essere salito per primo sul traghetto di Caronte. 
Giunti all'ingresso degli Inferi, i tre cinici vedono le ombre di coloro appena morti, tutti piangenti, tra cui un anziano. Diogene lo avvicina e gli chiede per quale motivo rimpianga così intensamente la vita. Il vecchio risponde che aveva ormai novant'anni, era povero e senza figli oltre che pieno di acciacchi; eppure, nonostante tutto questo, avrebbe comunque preferito vivere ancora, perché la vita è dolce e la morte è da evitare. Diogene, però, risponde che l'uomo sta sragionando. 

## XXIII dialogo: Aiace e Agamennone
Il dialogo tra Agamennone e Aiace Telamonio si svolge poco dopo la nekyia descritta nell'Odissea.
Il supremo comandante acheo chiede ad Aiace perché non si sia accostato ad Odisseo prima che questi ritornasse sulla terra e gli domanda se sia ancora sdegnato con lui per la vicenda delle armi di Achille, cui Aiace risponde affermativamente.
Nonostante le argomentazioni di Agamennone, Aiace ribadisce l'inestinguibilità del suo odio per Odisseo.

## XXIV dialogo: Minosse e Sostrato
Minosse, uno dei giudici infernali, ha appena emesso un giudizio riguardo alle anime di vari defunti, incluso Sostrato, ladrone e assassino. Tuttavia il condannato prega il giudice di prestargli brevemente ascolto: con una serie di domande serrate, Sosistrato persuade Minosse che le malefatte da lui compiute in vita non sono responsabilità sua bensì del Destino che impone a ogni uomo il proprio comportamento servendosi di ciascuno come di uno strumento. Convinto della bontà del sillogismo, Minosse rimette la pena eterna al ladrone, invitandolo però di non farne parola agli altri.

## XXV dialogo: Alessandro, Annibale, Minosse e Scipione
Alessandro Magno e Annibale sono in contesa su chi tra i due sia stato in vita il condottiero più grande, perciò chiedono a Minosse di fare da giudice. Questi accetta e dispone che i due svolgano i rispettivi argomenti.
Inizia Annibale, ricordando le sue vittore nella seconda guerra punica, argomentando inoltre di superare Alessandro sia perché, a differenza di lui, non ereditò un regno ma si procurò da sé la grandezza, sia perché i suoi successi furono ottenuti su un popolo bellicoso quale i romani. Risponde quindi Alessandro, a sua volta magnificando le sue imprese e sminuendo il rivale.
A questo punto si introduce un terzo defunto, che si presenta come Scipione l'Africano e dichiara di essere inferiore ad Alessandro ma superiore ad Annibale, da lui sconfitto: di conseguenza anche Annibale sarà di necessità inferiore ad Alessandro. Minosse si dice persuaso e pertanto decreta che Alessandro fu effettivamente più glorioso di Annibale, il quale comunque non è da disprezzare.

## XXVI dialogo: Achille e Antiloco
Anche questo dialogo si svolge poco dopo la nekyia descritta nell'Odissea.
Antiloco riprende Achille poiché questi ha detto ad Odisseo che preferirebbe essere un thes (il gradino più basso nella società omerica) in vita anziché regnare sui morti, parole che Antiloco ritiene disonorevoli per il figlio di Peleo e allievo di Chirone e Fenice, oltre che in contraddizione con la famosa scelta per cui Achille preferì una vita breve con gloria eterna anziché vivere a lungo in oscurità. Il mirmidone replica che tale scelta fu da lui compiuta quando non aveva contezza dell'Ade e di come lì i morti giacciano totalmente indistinti gli uni dagli altri, pareggiati tra loro i gloriosi e gli oscuri. Antiloco invita Achille a considerare l'ineluttabilità della morte e come sia sopportata dagli altri defunti, incluse le ombre degli eroi Eracle e Meleagro. 
Achille ringrazia l'amico per le sue parole, ma ribadisce il suo tormento nel ricordare il piacere della vita. Antiloco ribatte che non c'è scelta se non sopportare.

## XXVII dialogo: Eaco e Protesilao
Eaco ferma Protesilao, che se la sta prendendo con Elena ritenendola la causa della guerra di Troia, in cui egli fu il primo acheo a sbarcare sulla sponda troiana e il primo ad essere ucciso.
Il giudice infernale lo persuade piuttosto a incolpare chi decretò la spedizione, ovvero lo sposo di lei Menelao, il quale a sua volta invita Protesilao a prendersela semmai con chi condusse Elena a Ilio, ovvero Paride. Anche il principe troiano però spiega di aver fatto ciò spinto da Amore, un sentimento che Protesilao sicuramente conosce. Egli quindi deve demordere e limitarsi a borbottare che se potesse si accanirebbe su Amore, anche se poi si rende conto di come la sua morte fosse decisa dal Destino nel momento stesso in cui toccò terra.
Eaco quindi invita Protesilao a riflettere come ogni cosa sia frutto del Destino.

## XXVIII dialogo: Plutone e Protesilao
Protesilao chiede ai sovrani dell'Ade Plutone e Persefone di poter tornare tra i vivi per una sola notte, così da poter rivedere almeno un'altra volta l'amata moglie Laodamia.
Plutone esita, ma Protesilao ricorda altri due precedenti: infatti i sovrani dell'Ade restituirono Euridice a Orfeo e Alcesti ad Admeto. Plutone sarebbe anche persuaso, ma ha dei dubbi su come l'eroe possa presentarsi alla moglie teschio spolpato qual è. A questo punto interviene Persefone, che prega il marito di acconsentire alla richiesta; sarà Ermes a ridargli l'aspetto che ebbe in vita. Plutone alla fine acconsente, ma ammonisce Protesilao di non trattenersi per più di un giorno.

## XXIX dialogo: Diogene e Mausolo
Diogene si imbatte in Mausolo di Caria e gli chiede il motivo del suo atteggiamento superbo anche nell'Ade; Mausolo risponde che ciò è dovuto all'avvenenza e alle ricchezze che ebbe da vivo, oltre alla tomba monumentale che la sua sposa Artemisia fece costruire ad Alicarnasso (da cui appunto il sostantivo "mausoleo").
Tuttavia il cinico si limita a irriderlo, dal momento che i beni fisici e terreni di Mausolo, così come la sua fastosa sepoltura, ora non possono giovargli.

## XXX dialogo: Nireo, Tersite e Menippo
Due defunti si rivolgono a Menippo, chiedendogli di dirimere una contesa tra loro: si tratta di Tersite e Nireo, secondo Omero rispettivamente il più brutto e il più bello tra gli achei che combatterono a Troia. I due chiedono a Menippo chi sia il più avvenente tra loro, ma il cinico deve rispondere come i due che gli si sono presentati davanti, se anche furono diversi in vita, sono ormai sono solo teschi del tutto indistinguibili tra loro: nell'Ade c'è parità assoluta e tutti i defunti sono uguali.